# Dmytro Njemčaninov
Dmytro Andrijovyč Njemčaninov (in ucraino Дмитро Андрійович Нємчанінов?; Kiev, 27 gennaio 1990) è un calciatore ucraino, difensore del Vil'chivci.

## Carriera
Ha giocato nella massima serie dei campionati ucraino e slovacco.